# Franco Malerba
Franco Egidio Malerba (PhD) (n. 10 de octubre de 1946, en Busalla, Génova, Liguria, Italia) es un astronauta italiano. Fue el primer ciudadano de Italia en viajar al espacio, donde pasó siete días, veintitrés horas y quince minutos.
Está casado con Marie-Aude Némo, con quien tiene un hijo. Sus intereses recreativos son el montañismo, el esquí y el tenis. Es fluido en italiano, inglés y francés.

## Educación
- 1965 Maturitá clásica (Liceo).
- 1970 Título Universitario, Ingeniero Electrónico de la Universidad de Génova, Italia, especializado en el campo de las telecomunicaciones.
- 1974 Doctorado en Física, Universidad de Génova, (110/110) se especializa en Biofísica).

## Organizaciones
Miembro fundador de la Sociedad Espacial Italiana.

## Actividades de investigación
- 1970-75 Asistente de Investigación en el Consejo Nacional Italiano de Investigación (CNR) Laboratorio de Biofísica e Cibernetica (Génova) realiza trabajos experimentales en biofísica de la membrana y modeldo de membrana biológica.
- 1971 Profesor de Cibernética y Teoría de la Información en la Facultad de Física, Universidad de Génova.
- 1972 Asistente de Investigación en el SACLANT del Centro de Investigación de la OTAN (La Spezia, Italia).
- 1972-74 Investigador en el National Institutes of Health (Bethesda, Maryland) diseñando, desarrollando, y probando un rápido micro-espectrofotómetro para la investigación sobre los fotorreceptores (utilizando retinas de rana).
- 1977-80 En 1977, el Dr. Malerba fue elegido por la Agencia Espacial Europea (ESA) como uno de los cuatro especialistas de carga candidatos a la primera misión Spacelab. Después de esta selección se convirtió en un miembro del personal del Centro Técnico Europeo (ESTEC) de Departamento de Ciencias Espaciales de la ESA, Space Plasma Physics Division, trabajando en el desarrollo, prueba y calificación del ES020 - PICPAB, un experimento en física ionosfera del Plasma para la primera carga útil del Spacelab (cooperación involucrada del CNRS/CRPE francés, NRDE noruego y ESTEC).

## Experiencia en la industria
1976-89 Tuvo cargos directivos técnicos con Digital Equipment Corporation en Italia y en Europa. Trabajó principalmente en el ámbito de los sistemas multiprocesador (París, 1976, Milán 1977), redes informáticas de ingeniería (Ginebra, 1981-85), y tecnología de telecomunicaciones (Roma 1986-88, y Sophia Antipolis en 1989).

## Experiencia militar
Oficial de la Marina Militare. Sirvió en 1974-75 (Sottotenente Armi Navali), fue asignado al destructor San Giorgio como Responsable de la Academia de la Marina, y luego al Centro Técnico Mariperman en La Spezia, trabajando en sistemas de transmisión de ELF.
Obtuvo una licencia de piloto privado (College Park, Washington D. C., 1973) y luego la licencia de vuelo equivalente en Italia.

## Experiencia de vuelo
Después de la selección en 1989 como Especialista de Carga por la Agencia Espacial Italiana (ASI) y la NASA, se convirtió en un miembro del personal de la ASI y fue asignado al Centro espacial Lyndon B. Johnson en Houston, Texas, para la formación. En septiembre de 1991, fue designado el primer especialista de carga para lamisión SAT-1 del Transbordador Espacial. Malerba fue el primer ciudadano italiano en el espacio en la misión STS-46 (31 de julio de 1992 a 7 de agosto de 1992). Él ahora está involucrado con la Agencia Espacial Italiana (ASI), en actividades del programa de vuelos espaciales tripulados.